# Последствия войны в Грузии (2008)
Последствия войны в Грузии в 2008 году.
В период с 14 августа по 16 августа 2008 года руководителями государств, вовлечённых в военные действия, был подписан план мирного урегулирования грузино-южноосетинского конфликта («План Медведева — Саркози»), что формально фиксировало окончание военных действий в зоне конфликта. Противостояние сторон конфликта приобрело преимущественно политический и дипломатический характер, в значительной мере перейдя в сферу международной политики.

## Хронология событий после подписания перемирия

### Август

#### 16 августа
16 августа был взорван железнодорожный мост в Каспи в 45 километрах к западу от Тбилиси. Представитель МВД Грузии Шота Утиашвили заявил, что это сделали российские войска. Очевидцы сообщали о людях в камуфляже, которые подъехали на джипе, заложили под мост взрывчатку и взорвали его. Представитель российского Генштаба отверг сообщения о том, что российские войска после окончания боевых действий взорвали этот мост.
16 августа газета The Times сообщила, что по условиям перемирия войска России получили право патрулировать территорию Грузии на глубину до 10 км от границы с Южной Осетией.

#### 17 августа
По некоторым сообщениям Россия начала вывод войск из Южной Осетии, однако Минобороны России опровергло эти сообщения. Дмитрий Медведев затем заявил, что вывод войск из Грузии начнётся 18 августа.
Южноосетинские войска вошли в Ахалгори и, таким образом, вся Южная Осетия в границах Южно-Осетинской автономной области стала подконтрольной властям республики, в том числе и грузинские анклавы.

#### 18 августа
По заявлению Пентагона, Россия разместила на территории Южной Осетии несколько ракетных комплексов «Точка».

#### 19 августа
Агентство «Рейтер» сообщило, что российские войска начали выход из грузинского города Гори.

#### 20 августа
Президент Южной Осетии Э.Кокойты подписал указ об отмене чрезвычайного положения в Южной Осетии. По словам председателя комитета по информации и печати Южной Осетии Ирины Гаглоевой, это было сделано «в связи со стабилизацией обстановки в республике и улучшением криминогенной ситуации», а также по причине «отсутствия угрозы для жителей республики».

#### 21 августа
Корреспондент Интерфакса сообщил, что колонна российской военной техники, отводимой из Гори, утром 21 августа проследовала через Цхинвали в направлении Владикавказа. Представитель минобороны РФ заявил, что начался отвод с территории Грузии подразделений российской 58-й армии.
Замначальника Генштаба ВС РФ Анатолий Ноговицын заявил, что в интересах обеспечения безопасности гражданского населения в ближайшее время предполагается выставить дополнительно несколько миротворческих наблюдательных постов на абхазском направлении.
Глава МИД РФ Сергей Лавров сообщил, что на 8 постах в зоне безопасности в Южной Осетии останутся не более 500 российских миротворцев: «Все остальные силы, которые были отправлены на усиление, будут выведены: миротворцы — на территории Южной Осетии, а приданные им части и подразделения — в районы на территории Российской Федерации».
Министр обороны РФ Анатолий Сердюков заявил: «Согласно приказу Верховного Главнокомандующего, в пятницу, 22 августа, в 6.00 утра все российские воинские части, приданные миротворческому контингенту в зоне грузино-югоосетинского конфликта, начнут выдвижение с территории Грузии в Южную Осетию. (…) В течение дня 22 августа отвод всех этих частей с территории Грузии будет завершен. (…) В пределах зоны безопасности, установленной в соответствии с принципами урегулирования, которым неукоснительно следует Россия, останутся только российские миротворцы, расположенные на специально оборудованных постах в необходимом для обеспечения безопасности количестве».

#### 22 августа
Представитель Генштаба ВС РФ сообщил, что Россия выставит 18 миротворческих постов в Абхазии.
Вечером, по сообщениям российских СМИ, министр обороны РФ Анатолий Сердюков доложил Президенту России, что в «19:50 по московскому времени был завершён отвод с территории Грузии частей российской армии, приданных миротворческому контингенту на время операции по принуждению Грузии к миру»: «Отвод частей прошёл без происшествий и завершен по плану к 19.50 мск. <…> Таким образом, российская сторона выполнила договоренности, зафиксированные в московском плане Медведев-Саркози».
Российские войска покинули Гори.
Около полудня по средне-американскому летнему времени официальный представитель Белого дома на ответы журналистов заявил, в частности: «Президент имел телефонный разговор с президентом Франции Саркози. <…> Они обменялись оценками ситуации в Грузии. Оба согласились, что Россия не соблюдает и что Россия должна начать соблюдать сейчас. <…> Важно, чтобы она соблюдала требования, на которые она согласилась в плане из 6 пунктов, который Саркози привёз Медведеву, который был подписан русскими, подписан грузинами. Итак, соблюдение означает соблюдение данного плана. Пока мы такого не увидели. Как я понимаю, они не полностью вышли из районов, не рассматриваемых как спорная территория и они должны это сделать. <…> Соглашение гласит, что русские должны вывести все войска и вооружение, которые были введены после 6 августа. <…> Всё, что вошло [в Грузию] после 6 августа, должно выйти.»
Представитель госдепартамента США также добавил, что «установление блок-постов, буферных зон не входит в соглашение.»

#### 23 августа
Генерал-полковник А. Ноговицын заявил, что российские подразделения будут патрулировать грузинский порт Поти, что, по его мнению является «формой, прописанной в международном соглашении».
23 августа парламент Грузии единогласно поддержал продление объявленного 9 августа военного положения в стране до 8 сентября. «Параллельно продлению военного положения мы остаёмся верными соглашению о прекращении огня, в отличие от Российской Федерации, которая систематически нарушает это соглашение», — заявил министр юстиции Грузии Ника Гварамия.
В Цхинвали произошли взрывы трофейных боеприпасов. К месту инцидента выехали пожарные машины.

#### 24 августа
В полдень СМИ и командование ВМС США сообщили о прибытии в порт Батуми эсминца 6-го флота ВМС США «USS McFaul» с гуманитарной помощью для Грузии; ожидалось прибытие ещё двух кораблей ВМС США: сторожевого катера «USCGC Dallas» и командного корабля 6-го флота ВМС США «USS Mount Whitney» в рамках логистической операции Вооружённых сил США Operation Assured Delivery.
По сообщениям российских СМИ, с отходом российских войск из зоны конфликта грузинские военные вновь стали скапливаться у грузино-осетинской границы.
По сообщению МВД Грузии, в окрестностях Гори на мине подорвался поезд, перевозивший топливо. РИА Новости сообщило о пожаре на месте взрыва.
Агентство Интерфакс сообщило о произошедшем утром взрыве вагонов с боеприпасами на военной базе в селе Скрана в Горийском районе Грузии. Как передавал МК, грузинская сторона обвинила в подрыве российских военных.

#### 25 августа
Министр по особым делам республики Южная Осетия Борис Чочиев заявил, что грузинские вооружённые формирования вошли в село Мосабруни, которое находится на территории Ленингорского района Южной Осетии; глава аналитического департамента МВД Грузии Шота Утиашвили, со стороны Грузии, заявил «Коммерсанту», что грузинская полиция не входила в село Мосабруни, а стояла там всё время, поскольку оно населено преимущественно грузинами и со времен первого конфликта контролировалось Тбилиси. Со своей стороны заместитель министра обороны республики Абхазия Анатолий Зайцев заявил, что грузинские войска концентрируются в направлении Кодорского ущелья
Генерал-полковник А. Ноговицын заявил журналистам, что в Чёрном море у берегов Грузии находятся уже девять кораблей государств НАТО, что, по мнению неназванного военно-дипломатического источника «РИА Новости», представляет собою ударную группировку ВМС НАТО, действующую под «благовидными предлогами доставки гуманитарных грузов в Грузию или проведения учений».
Также сообщалось, что «грузинская диверсионная группа» днём ворвалась в село Мосабруни в Ленингорском районе республики и контролировала его несколько часов. Местная милиция подтвердила это информацию, но позже МЧС Южной Осетии её опроверг.

#### 26 августа
Грузинская сторона обвинила осетинских ополченцев в изгнании грузинского населения из сел Мерети, Мегврекиси, Никози, Тквиави, Дисеви. Власти Южной Осетии не опровергли этой информации. Наблюдатели международной правозащитной организации Human Rights Watch фиксировали поджоги грузинских сел и изгнание грузинских жителей.

#### 27 августа
А. Ноговицын сообщил, что российские миротворцы выставили дополнительный пост у села Мосабруни. По сведениям Reuters, грузинская полиция ушла из Мосабруни, и в неё вошли российские войска.
А. Ноговицын также сообщил, что в дополнение к уже зашедшим в Чёрное море девяти кораблям государств-членов НАТО ожидается прибытие ещё восьми кораблей.
Начальник службы информации ВМФ капитан 1 ранга Игорь Дыгало сообщил, что отряд кораблей Черноморского флота во главе с гвардейским ракетным крейсером «Москва», вышедший из Севастополя 25 августа, по приглашению президента Абхазии прибыл 27 августа в порт Сухуми. Как сообщалось, флот вошёл в Сухуми для слежения за кораблями НАТО.
По заявлению А. Ноговицына в 15.15 мск над Южной Осетией зафиксирован полёт грузинского беспилотного самолёта-разведчика.

#### 28 августа
По заявлению и. о. главы МВД Южной Осетии М. Миндзаева, 28 августа над территорией Южной Осетии сбит беспилотный грузинский самолет-разведчик, пролёт которого с южного на северное направление Цхинвали зафиксирован в 00.10 мск. Грузинская сторона, в лице руководителя информационно-аналитического департамента МВД Грузии Ш. Утиашвили, отвергла это заявление.

#### 29 августа
Независимая газета писала (по сведениям грузинской прессы, а также по заявлению независимого эксперта Мамука Арешидзе) о стимулировании российскими военными сепаратистских настроений в Джавахетии ожидаемой дестабилизации также и в других регионах Грузии. Один из лидеров армянской диаспоры, советник президента Грузии Ван Байбурт, эти публикации назвал провокационными.
Замминистра иностранных дел Грузии Григол Вашадзе объявил о прекращении дипломатических отношений с РФ при сохранении консульских отношений во исполнение принятого парламентом Грузии накануне постановления, которым тот «поручил исполнительной власти расторгнуть дипотношения с РФ».

#### 30 августа
Аппарат госминистра Грузии по вопросам реинтеграции объявил Московское соглашение о прекращении огня и разделении сил от 14 мая 1994 года потерявшим силу. Грузия отменила облегчённый порядок выдачи виз россиянам на контрольно-пропускных пунктах.

### Сентябрь 2008 года
1 сентября 2008 года власти Грузии объявили о прекращении действия миротворческой миссии России на территории Абхазии и заявили о необходимости вывода всех миротворческих подразделений с территории Абхазии.
Грузия в одностороннем порядке вышла из ряда соглашений по урегулированию конфликта в Южной Осетии, в частности:
- грузинская сторона вышла из состава Смешанной контрольной комиссии (СКК), созданной на основе соглашения 1992 года;
- были аннулированы сама комиссия, документы, принятые в рамках СКК, а также мандат Смешанных сил по поддержанию мира (ССПМ).

2 сентября госминистр Грузии по вопросам реинтеграции Темур Якобашвили заявил, что российские военные в Грузии окончательно лишились статуса миротворцев и должны немедленно покинуть территорию республики (в том числе и территории Абхазии и Южной Осетии). Грузия официально уведомила Российскую Федерацию о прекращении дипломатических отношений с ней. Президент России Д. Медведев высказался по отношению к грузинскому руководству: «для нас действующий <грузинский> режим обанкротился, президент Михаил Саакашвили для нас не существует, он „политический труп“».
3 сентября было объявлено о закрытии посольства России в Грузии, в том числе его консульского отдела.
Парламент Грузии на чрезвычайном заседании отменил действующее с 9 августа на всей территории Грузии военное положение и всеобщую мобилизацию, одновременно введя чрезвычайное положение в регионах дислокации российских войск.
4 сентября было сообщено, что президент Грузии Михаил Саакашвили подписал указ о возвращении облегчённого порядка выдачи виз россиянам на контрольно-пропускных пунктах, отменённого 30 августа.
9 сентября, после обмена нотами об установлении дипотношений, С. Лавров разъяснил предполагаемый отныне Россией статус её воинского контингента на территории Абхазии и ЮО: «Сейчас они находятся на территории Абхазии и Южной Осетии на основе указа Президента РФ. С подписанием и ратификацией договоров они будут находиться на международно-правовой основе. Это будут не миротворцы, а военные контингенты иностранного государства, обеспечивающие безопасность принимающей стороны по её просьбе».
10 сентября, согласно официальной информации МИД Грузии, «в 10:15 сего утра были произведены выстрелы по грузинскому полицейскому посту со стороны российского блокпоста близ въезда в деревню Каралети. Грузинский полицейский Каха Цотниашвили был ранен в голову и горло и скончался вскоре после того в больнице. Ответного огня со грузинской стороны не производилось.<…>»
13 сентября сообщалось о начале вывода российских войск с территории грузинского порта Поти. К концу дня МИД России заявил, что российские миротворцы «вывели свои посты на линии Поти-Сенаки и покинули территорию Грузии в соответствии с договоренностями, достигнутыми между президентами России и Франции Дмитрием Медведевым и Николя Саркози от 8 сентября».
23 сентября в Грузию прибыла первая группа наблюдателей Европейского союза в составе 28-и человек; до 1 октября в районах, прилегающих к Абхазии и Южной Осетии, должны быть размещены 200 наблюдателей ЕС в соответствии с соглашением о прекращении российско-грузинского конфликта.
27 сентября, выступая на 63-й сессии Генеральной Ассамблеи ООН, министр иностранных дел России С. Лавров заявилил: «Признание Россией Южной Осетии и Абхазии стало единственно возможной мерой обеспечения не только их безопасности, но и выживания их народов, учитывая весь опыт шовинистического отношения к ним грузинских руководителей <…>».

### Октябрь 2008 года
1 октября миссия наблюдателей от Европейского союза в Грузии (МНЕС) начала работать в зоне конфликта (вдоль границ Абхазии и Южной Осетии) с целью контроля за соблюдением перемирия, то есть выводом российских войск из грузинских районов, прилегающих к республикам Южная Осетия и Абхазия до 10 октября 2008 года. По информации газеты «Коммерсант» и БиБиСи, движению партии из 20 наблюдателей, выехавшей из Гори в сторону грузинского села Каралети, которое расположено в 4 км от административной границы Южной Осетии, первоначально воспрепятствовали военные на российском блокпосте. Начальник информационно-аналитического департамента МВД Грузии Шота Утиашвили заявил, что многие группы мониторинга вообще не были допущены в буферные зоны российскими военными; его сообщение было подтверждено источниками газеты в руководстве Абхазии и Южной Осетии
3 октября семеро российских военнослужащих погибли и ещё 7 человек получили ранения в результате взрыва машины на территории штаба ССПМ в Цхинвали; сообщалось, что взорвавшаяся машина незадолго до этого была конфискована в грузинском селе Дици. Среди погибших, согласно информации газеты Коммерсантъ от 4 октября со ссылкой на главу МВД Южной Осетии Михаила Миндзаева, был начальник объединённого штаба ССПМ Иван Петрик, который был убит осколками в своём кабинете: машина взорвалась под его окном. Э. Кокойты обвинил в случившемся спецслужбы Грузии. Начальник информационно-аналитического департамента МВД Грузии Шота Утиашвили сказал газете: «Нам кажется, что это организовано российскими спецслужбами. Российские военные до 10 октября должны выйти с территории Грузии и сейчас ищут повод, чтобы не выводить войска».
5 октября начался вывод российских войск из буферной зоны вокруг Южной Осетии. Губернатор соседнего с Южной Осетией региона Шида-Картли Владимир Вардзелашвили сказал газете Коммерсантъ: «Из восьми блокпостов российских войск в Горийском, Карельском и Сачхерском районах Грузии в воскресенье уже ликвидированы два — в селах Сачхерского района Али и Джвари к северо-западу от Южной Осетии».
8 октября российские войска полностью ушли из буферной зоны, отделяющей Южную Осетию и Абхазию от неоспариваемой территории Грузии.
Первый этап прошедших в Женеве 15 октября 2008 года переговоров по конфликту, предусмотренные планом Медведева-Саркози, был сорван из-за позиции руководства Грузии, не желавшего участвовать в консультациях с представителями Абхазии и ЮО на равных.

### Женевские дискуссии
Проведение международных дискуссий по статусу Абхазии и Южной Осетии было обозначено в плане Медведева-Саркози. Дискуссии прошли в 4 этапа, с 15 октября по 18 февраля в Женеве.
Первая встреча фактически была провалена (Грузинские делегаты отказались сесть за стол переговоров вместе с представителями Абхазии и Южной Осетии).
На второй встрече были организованы две рабочие группы: группа по вопросам стабильности и безопасности в регионе и группа по вопросам беженцев и гуманитарной помощи. Это позволило провести дискуссии, однако никаких конкретных решений принято не было. Однако успехом стало уже то, что стороны встретились в одном месте и обсудили спорные вопросы.
В ходе Третьего раунда первая группа обсуждала вопросы стабильности и безопасности в регионе, возможные механизмы по предотвращению и разрешению конфликтов (изложенные европейцами в проекте документа «Предотвращение инцидентов и конфликтов»), однако формального соглашения выработано не было, так что этот вопрос был вновь быть поднят на следующей встрече. Вторая группа обсуждала статус беженцев, о принятии конкретных мер, направленных на улучшение их положения, особенно через запуск новых экономических программ и предоставление гуманитарной помощи. Участники договорились о необходимости наладить поставки газа, воды и электричества в пострадавшие от войны районы.
Заключительный четвёртый раунд прошёл 17-18 февраля в Женеве. Его главным итогом стал первый успешно принятый документ, предусматривающий определённые механизмы по обеспечению взаимодействия в регионе. Хоть этот документ и не носит юридически обязывающего характера, значение его важно: по его условиям еженедельно будут проводиться встречи представителей структур, занимающихся обеспечением безопасности в зоне конфликта, что поможет им скоординировать действия, обменяться оценками и прогнозами.

## Политические и международно-правовые последствия войны

### Для России и Грузии
По мнению ОБСЕ, которое выразил 9 августа 2008 года министр иностранных дел Финляндии Александр Стубб, председательствующий в ОБСЕ, Россия перестала быть посредником в юго-осетинском урегулировании и вместо этого стала одним из участников конфликта.
Российский политолог, доктор исторических наук А. Арбатов, заявив 12 августа, что Россия в конфликте между Грузией и Южной Осетией «свою посредническую роль истолковывала неправильно», высказал мнение о возможных последствиях войны: «<…> Если же будет поставлена цель смены режима, то последствия будут для России плохими. Смена режима — это дело грузинского народа. Уже сейчас мы видим, что Россия в Совете Безопасности осталась в меньшинстве. Даже Китай занял нейтральную позицию. Так что России это надо иметь в виду. Она останется в меньшинстве в окружающем мире. И нас никто не поддержит, так как у многих стран СНГ имеются аналогичные проблемы». В отношении последствий для Грузии, он предположил, что «Грузии придётся распрощаться с претензиями на Осетию после этих варварских действий. Надо было об этом думать заранее. Наверное, Грузия думала, что они очень быстро своей войной всё решат: но такой вариант всегда выглядит хорошо на бумаге, а на деле получается с точностью до наоборот. Я не исключаю, что в конечном итоге мирное взаимоприемлемое урегулирование будет принято, но мне трудно себе представить после всего, что произошло, что Южная Осетия согласится остаться в Грузии».
12 августа председатель комиссии сената США по иностранным делам сенатор Джозеф Байден полагал, что «Россия может оказаться стороной, которая потеряет больше всех, если война продолжится», особо отмечая, что жертвой конфликта может стать сотрудничество России и США в области атомной энергии, отмена поправки Джексона-Вэника, вступление России в ВТО, Олимпиада в Сочи, планы Путина по превращению Москвы в один из мировых финансовых центров.
Заместитель советника президента США по национальной безопасности Джим Джеффри заявил, что дальнейшая эскалация конфликта вокруг Южной Осетии с российской стороны может серьёзно осложнить российско-американские отношения в долгосрочной перспективе. «Если несоразмерное и опасное наращивание российских сил продолжится, это на долгое время существенно повлияет на отношения России и США», сказал он.
12 августа Михаил Саакашвили заявил, что Грузия выходит из состава Содружества Независимых Государств (СНГ). 14 августа это решение утвердил грузинский парламент — Грузия вышла из СНГ.
14 августа конгрессмены США демократ А. Шварц и республиканец Б. Шустер, сопредседатели «Группы поддержки Грузии», заявили о вынесении на рассмотрение Конгресса резолюции о пересмотре Международным олимпийским комитетом места проведения Зимних Олимпийских игр-2014, запланированных в Сочи. «Вторжение Российской Федерации в Республику Грузия, которая является суверенной и демократической страной, накануне Летних Олимпийских игр в Пекине делает её (Россию) нежелательным хозяином для Зимних игр 2014 года».
Бывший советник президента США по национальной безопасности З. Бжезинский в журнале Time от 14 августа писал: «Конец холодной войны был призван ознаменовать приход новой эры, в которой крупные державы больше не могли бы диктовать соседним государствам, как тем устраивать свою жизнь. Именно поэтому вторжение России в Грузию — столь трагично и потенциально зловеще. Сейчас Россия под наблюдением: будет ли она и далее добиваться своих имперских целей методами принуждения и силы, или она готова работать внутри зарождающейся системы международных отношений, в которой ценятся сотрудничество и консенсус? <…> Ныне вопрос стоит так: сможет ли мировое сообщество показать Кремлю, что за неприкрытое использование силы для достижения давно ушедших в прошлое империалистических целей всегда приходится платить. <…> Если Путин будет продолжать ту же линию, подчинит себе Грузию и свергнет её президента, избранного на свободных выборах — а к этому, как мы знаем, открыто призывал российский министр иностранных дел, — то тогда натиск на Украину и другие независимые, но остающиеся уязвимыми постсоветские государства станет лишь вопросом времени.»
14 августа глава Пентагона Роберт Гейтс заявил: «Если Россия не отступит от своей агрессивной позиции и действий в Грузии, американо-российские отношения могут быть сильно испорчены на годы.»
15 августа президент США Джордж Буш заявил, в частности:
«<…> Своими действиями в последние дни Россия нанесла вред своей репутации и своим отношениям с государствами свободного мира. Запугивание и угрозы не могут быть приемлемым путём ведения внешней политики в XXI веке. Только сама Россия может решить, хочет ли она вернуть себя на путь ответственных государств или продолжать проводить политику, которая сулит конфронтацию и изоляцию. Чтобы начать восстанавливать свои отношения с Соединёнными Штатами, Европой и другими государствами и начать восстанавливать своё место в мире, Россия должна уважать свободу своих соседей.»
В своём заявлении на следующий день Джордж Буш особо подчеркнул незыблемость суверенитета и территориальной целостности Грузии:
«Один из главных вопросов — утверждение России, что регионы Южной Осетии и Абхазии не могут быть частью будущего Грузии. Но названные регионы — часть Грузии, и международное сообщество неоднократно разъясняло, что они останутся таковыми. Грузия — член ООН, и Южная Осетия и Абхазия лежат в пределах её международно признанных границ. Границы Грузии должны так же уважаться, как границы любого иного государства. В этом вопросе не может быть дискуссий. Совет безопасности ООН принял многочисленные резолюции касательно Грузии. Эти резолюции исходят из того, что Южная Осетия и Абхазия остаются внутри границ Грузии <…> Эти резолюции подтверждают суверенитет и независимость Грузии. Сама Россия одобрила эти резолюции. Международное сообщество даёт ясно понять, что Южная Осетия и Абхазия есть часть Грузии, и Соединённые Штаты всецело признают эту реальность. Мы продолжим поддерживать грузинскую демократию; мы продолжим настаивать, что суверенитет, независимость и территориальная целостность Грузии должны уважаться.»
16 августа обозреватели Associated Press писали: «Нападение России на Грузию разожгло опасения среди молодых демократий Восточной Европы, что Москва вновь жаждет завоеваний; и они спешат защитить себя, укрепляя оборонные союзы с Западными державами.»
19 августа Верховный представитель ЕС по общей внешней политике и безопасности Хавьер Солана сказал, что Евросоюзу придётся пересмотреть свои отношения с Россией: «Без сомнения, события последних дней заставляют нас пересмотреть свои отношения с ними, и во многом это будет зависеть от того, как они будут действовать в ближайшие часы.» В тот же день Госсекретарь США Кондолиза Райс заявила, что финансовой «большой восьмерки» не существует и она сомневается, что эта «восьмерка» когда-либо появится."
20 августа министр иностранных дел России С. Лавров в статье в Wall Street Journal повторил свой тезис о том, что «Соединённым Штатам придётся выбирать между своим виртуальным грузинским проектом и гораздо более широким партнёрством с Россией.»
Журнал «Власть» от 25 августа резюмировал: «Конфликт в Грузии, разумеется, очень сильно повредит репутации России. Теперь никто уже не убедит европейцев в том, что Россия — надёжный партнер и поставщик энергоресурсов, и газопровод „Набукко“ в обход России Европе не нужен. Отныне они будут добиваться его постройки, чего бы это ни стоило. Зато у „Южного потока“ и „Северного потока“ наверняка появятся новые проблемы.»
Газета «Коммерсантъ» от 25 августа 2008 года по поводу признания независимости ЮО и Абхазии Россией писала: «С точки зрения международного права признание независимости Абхазии и Южной Осетии чревато для России определёнными проблемами. Как рассказал „Ъ“ информированный источник в правительственных кругах, в Москве особых иллюзий по поводу соответствия своих действий букве международного права не питают. „Признав независимость Абхазии и Южной Осетии, мы нарушаем принцип территориальной целостности суверенного государства Грузия. К тому же по ситуации в Абхазии есть резолюция СБ ООН, где написано, что конфликт должен решаться при соблюдении принципа территориальной целостности Грузии. И если Тбилиси обратится в суд, то разбирательство будет явно не в нашу пользу“.»
Комментатор газеты Financial Times 28 августа 2008 года писал в заключение своего анализа ситуации после того, как «Россия Владимира Путина вторглась в своего соседа, аннексировала территорию и установила частичную военную оккупацию»: «Я не могу понять, что приобретёт Россия. У неё нет друзей. Как правительства, так и иностранные инвесторы теперь знают, что её слово ничего не стоит. Цена агрессии будет статус парии. Г-н Путин, разумеется, будет винить запад.»
1 сентября 2008 года главы государств и правительств государств-членов Евросоюза приняли решение отложить переговоры по соглашению о партнёрстве и сотрудничестве (СПС) с Россией.
В номере The New Times от 1 сентября политолог М. Урнов так оценивал геопололитические перспективы России после войны: «Россия не может обеспечить своего положения в качестве полюса биполярного мира. Теперь мы не можем даже претендовать на роль региональной державы. Мы перестали быть центром притяжения для стран, окружающих нас. Мы потеряли кредит политического доверия у стран Западной Европы и США. Мы безразличны Китаю, он смотрит на нас как на источник энергоносителей, технологий, но уж никак не на суперпартнера.»
Матч отборочного турнира чемпионата Европы по футболу — 2009 между молодёжными командами России и Грузии был проведён 5 сентября 2008 года на нейтральном поле стадиона «Трактор» в Минске, а не в Москве: матч был принудительно перенесён из России чиновниками УЕФА по требованию Грузии. В отборочном турнире чемпионата Европы по футболу — 2012 сборные России и Грузии были разведены по разным группам.
В своём интервью в газете Коммерсантъ от 17 сентября 2008 года уезжающий по окончании командировки в Москве британский посол Тони Брентон так говорил о возможных санкциях со стороны ЕС против России: «<…> В течение какого-то времени не будут проводиться мероприятия в рамках G8.»
Согласно данным опроса, проводившегося Harris Interactive в Англии, Франции, Италии, Испании и Германии ежемесячно в течение года вплоть до сентября 2008 года, в августе, до событий в Грузии, только 4 % опрошенных считали Россию наибольшей угрозой глобальной стабильности; в сентябре с 17 % Россия вышла на третье место в общем списке, опередив Иран (14 %) и приблизившись к Китаю (21 %). Аналогичные опросы в США показали, что в начале августа Россию величайшей угрозой считали 2 %, в сентябре — 13 % американцев.
А. Малашенко в «НГ» от 8 октября 2008 года писал о том, что признание Москвой независимости регионов Грузии имеет потенциал стимулирования сепаратистских настроений в Северо-Кавказском регионе России.

### Для Украины и других стран СНГ
10 августа 2008 года бывший посол США при ООН Ричард Холбрук полагал, что Россия спровоцировала Грузию и намеренно приурочила это к Олимпийским играм с целью свержения грузинского правительства и что следующей целью для России будет Украина.
Редакционная статья в «Financial Times» от 19 августа 2008 года в связи с жёсткими заявлениями руководства РФ накануне писала: «Ясный сигнал для Грузии и других прозападных бывших советских республик, как Украина, и для НАТО — Россия может вести себя, как ей угодно в своём „ближнем зарубежье“. Она обладает превосходящей военной силой и готова использовать её. Следующей целью вполне может быть украинский Крым, где русскоязычное население можно легко склонить к стремлению отделиться.»
«Financial Times» от 20 августа 2008 года приводила мнения рыночных аналитиков о влиянии войны в Грузии на стоимость обслуживания украинского долга: «Рынок всё более нервничал по мере того, как русские отказывались отходить из Грузии. По мере того, как конфликт затягивался, несговорчивость русских приводила многих инвесторов к мысли, что Украина будет следующей в их расстрельном списке, так как она владеет ключевым стратегическим активом в виде Крыма, где базируется российский Черноморский флот.»
23 августа 2008 года в интервью газете The Times президент Украины В. Ющенко в ответ на вопрос журналиста о том, как он «намерен охранять независимость Украины» в свете «российской интервенции в Грузию», в частности, сказал: «Главный урок Грузии в том, что ни одна отдельно взятая модель национальной безопасности не может гарантировать защиту национального суверенитета. Только коллективная безопасность может обеспечить мир и стабильность и отразить агрессию. Украина должна двигаться в сторону союза НАТО. Для нашей страны таков единственный путь защитить нашу безопасность и суверенитет. <…> Я полагаю, что государства-члены НАТО теперь поддержат чаяния Украины получить приглашения к Плану действий по членству во время декабрьской встречи министров Союза. Это весьма важно как для союза, так и Украины. Мы разделяем общие ценности и общую ответственность».
24 августа, выступая перед первым с 2001 года военным парадом по случаю Дня независимости Украины, В. Ющенко, в частности, сказал: «Мы должны ускорить работу по обретению членства в общеевропейской системе безопасности и повышению обороноспособности нашей страны. Только эти шаги эффективно гарантируют нашу безопасность, неприкосновенность наших границ и целостность нашей земли. Каждый, кто заботится об Украине, должен сказать откровенно: членство в евроатлантической системе безопасности — это единственный способ полноценно защитить жизни и благосостояние наших семей, детей и внуков». Газета The Times от 25 августа 2008 года в связи с речью Президента Украины отмечала: «Киев опасается, что Кремль разожжёт сепаратистские настроения в пророссийском регионе Крыма, чтобы сорвать его вступление [в НАТО], точно так же, как он разжёг напряжение в отколовшихся регионах Грузии — Абхазии и Южной Осетии».
27 августа министр иностранных дел Франции Бернар Кушнер заявил, что «украинский Крым и Молдавия» будут вероятными целями дальнейших действий российского руководства, что он полагает «очень опасным».
Журнал «Власть» от 1 сентября 2008 года считал: «В Европе и США не случайно опасаются, что после конфликта с Грузией Россия примется за Украину, чтобы попытаться вернуть её в орбиту своего влияния. Прозападный украинский лидер Виктор Ющенко раздражает Кремль ничуть не меньше, чем Михаил Саакашвили. <…> Судя по всему, поддержка всевозможных украинских сепаратистов, скорее всего, будет только нарастать».
Политолог А. Пионтковский 2 сентября писал о значении для СНГ признания 26 августа 2008 года Россией независимости анклавов Грузии: «26 августа государственные границы всех 12 стран СНГ в одночасье потеряли свою легитимность. Эти бывшие внутренние административные линии Советского Союза были превращены в государственные границы в декабре 1991 года по взаимному единодушному согласию государств-наследников СССР. 26 августа одна из 12 стран в одностороннем порядке это согласие разрушила».
5 сентября 2008 года находившийся с визитом в Киеве Вице-президент США Дик Чейни сказал: «Украинцы имеют право выбирать, хотят ли они стать членами НАТО, а НАТО должно пригласить Украину стать членом Альянса, когда мы будем видеть, что вы готовы, и когда придет время.»
9 сентября 2008 года в Париже состоялся саммит Украина — ЕС, на котором Евросоюз впервые официально признал европейские устремления Украины, а также констатировал, что «Украина является европейской страной.» Было объявлено, что Украина и Европейский союз договорились о заключении в 2009 году нового усиленного соглашения на принципах ассоциации Украины.
В своей статье «Следующей мишенью России может стать Украина» в газете Wall Street Journal от 10 сентября 2008 года директор программы исследований России и научный сотрудник American Enterprise Institute Леон Арон, постулируя, что «вторжение России в Грузию и продолжающаяся оккупация страны» не было единичным случаем, но «первым проявление иной и глубоко настораживающей доктрины национальной безопасности и внешней политики», считал, что каковы бы ни были конкретные подробности предстоящей, по его мнению, операции России против Украины в Крыму, «российский политический барометр, по-видимому, пророчит грядущую бурю.»
В интервью журналу Newsweek от 6 октября 2008 года президент Грузии М. Саакашвили сказал: «Владимир Путин не скрывает, что боле всего хочет головы двух человек: [украинского президента] Виктора Ющенко и моей. Он гордится тем, что никогда не отступает от поставленных целей. Украина — действительно демократическая страна, и именно это обособляет и отличает её от России».

#### Беларусь
Одним из следствий войны между Россией и Грузией стало осторожное сближение Беларуси с США и Евросоюзом. The International Herald Tribune 11 сентября 2008 года писала: «В то время как поднимающаяся Россия сеет тревогу среди своих соседей, происходит оттепель в отношениях между Европейским союзом и Беларусью.» Издание приводило слова лондонского военного и международнополитического эксперта, который сказал о А. Г. Лукашенко: «В прошлом он заигрывал с идеей открыться Европе. Но обычно он это делает, чтобы извлечь больше уступок от России. Но война в Грузии стала опытом, изменившим правила игры. Я не исключаю, что он немного испуган. Он не хочет быть всецело под пятой России, и я не исключаю того, что может быть обеспокоен тем, что теряет свободу манёвра.» В интервью газете Financial Times от 19 сентября А. Лукашенко так отреагировал на вопрос корреспондента о «прецедентности» действий России в Грузии: «Не дай Бог Россия попробует сделать то же самое с Белорусью. В этом невероятном случае Европа должна будет дать максимально жёсткий отпор России, используя все возможные средства и методы.»

### Внутриполитическая ситуация в России вследствие войны
Сопоставление поведения Президента России Д. Медведева и Председателя правительства России В. Путина в ходе войны заставило западных обозревателей задаться вопросом, «кто же главный в Кремле» и прийти к ответу: «Текущий конфликт подтвердил то, что становилось всё яснее в последние недели: Путин продолжает оставаться главным.» Комментатор газеты Financial Times Филип Стивенз в номере от 29 августа 2008 года называл Медведева «номинальным президентом России» (Dmitry Medvedev, Russia’s notional president). К такому же выводу приходили журнал Русский Newsweek от 1 сентября 2008 года и журнал «Власть» от того же числа. Последний также отмечал: «Ещё одним заметным следствием грузинского конфликта можно считать окончательное крушение надежд на либерализацию внутриполитического курса, появившихся у определённой части российского общества после избрания президентом Дмитрия Медведева.» Комментаторы журнала The New Times от 1 сентября 2008 года выражали аналогичную оценку ситуации в стране: «Внутри страны, как кажется, выбор между реформами и мобилизацией сделан в пользу последней. Конечно, члены правящего дуумвирата полагают, что возможен некий третий путь, этакая „мобилизационная модернизация“ в условиях „лёгкой“ изоляции от ключевых государств и институтов западного мира. И — в отсутствие институтов внутри страны. Разумеется, это иллюзия.»
Примечательно, что анализируя политическую и экономическую ситуацию в стране после конфликта с Грузией Андерс Аслунд в своей статье от 3 сентября ни разу не упоминает Д. Медведева и говорит о В. Путине как единственном руководителе России: «8 августа выделяется как фатальный день для России. Он знаменует величайшую ошибку премьер-министра Владимира Путина. <…> Путин превращает Россию в бандитское государство. <…>». Из того же исходил экономист Джуди Шелтон, автор вышедшей в 1989 году книги «Приближающийся крах СССР» (The Coming Soviet Crash), в статье «The Market Will Punish Putinism», опубликованной в Wall Street Journal от 3 сентября 2008 года: Путину «предстоит усвоить одну вещь: иногда невидимая рука рынка наносит ответный удар.».
По сообщению «Новой газеты» от 1 сентября 2008 года, 29 августа 2008 года активисты Всетатарского общественного центра (ВТОЦ) в Казани провели пикет и круглый стол на тему «Суверенитет Татарстана столь же правомерен, как и суверенитет Абхазии, Южной Осетии и Косово».
Политолог Л. Ф. Шевцова в газете «Ведомости» от 17 сентября писала: «Война России с Грузией в 2008 г. стала последним аккордом в формировании антизападного вектора государства и одновременно завершающим штрихом в консолидации новой системы. В 90-е эта система существовала как гибрид, в котором сочетались несочетаемые вещи — демократизм и единовластие, экономические реформы и экспансия государства, партнерство с Западом и подозрение по отношению к нему. Отныне российская система приобретает однозначность, и уже нет сомнений относительно её качеств и её траектории. <…> Августовские события подтвердили одну простую истину: внешняя политика в России стала инструментом осуществления внутриполитической повестки дня. <…> Так что мы имеем дело не с войной России против Грузии. Речь идет о конфронтации России даже не с США, а с Западом, которая вызвана не столько различиями геополитических интересов (такие различия есть и между западными государствами, но они не ведут к войнам), а различиями во взглядах на мир и построение самого общества. Грузия оказалась мальчиком для битья, и её пример должен стать предупреждением другим, в первую очередь Украине. Включение последней в западную орбиту может стать разрушительным ударом по системе, которую сегодня укрепляет Кремль. Ведь если Украина станет частью Европы и начнет жить как Польша, а может быть, и как Словения, каким образом Кремль будет доказывать, что генетически близкая Россия не может быть либеральной и процветающей? Понятно, чьи интересы и какую страну сегодня защищают все те, кто предупреждает Запад, что, если Украину примут в, НАТО, наступит Армагеддон. Августовская война делает бессмысленным обсуждение вопроса, кто правит Россией и каковы отношения внутри правящего тандема Медведев — Путин. Медведев надел путинский френч и стал военным президентом, и именно ему пришлось закрыть эпоху в развитии страны, начатую Михаилом Горбачёвым.»
Данные опроса ФОМ, проведённого 23 — 24 августа 2008 года свидетельствовали о значительном росте шовинистических, антилиберальных и антизападных настроений в российском обществе.

### Внутриполитическая ситуация в Грузии вследствие войны
Журнал Русский Newsweek от 22 сентября 2008 года писал: «В политическом плане позиции Михаила Саакашвили внутри Грузии пока только укрепились. Система власти, сложившаяся после революции роз, устояла, грузины сплотились перед лицом агрессора-России даже больше, чем Россия перед лицом обвинителя-Запада. <…> Грузинская власть устояла, но она в себе не уверена. Страх, что Москва, хоть российские танки и не дошли до Тбилиси, всё-таки произведет смену режима — более мирными средствами, в Грузии чувствуется.» В интервью журналу ведущий оппозиционный политик Грузии Нино Бурджанадзе так ответила на вопрос корреспондента «То есть вины Саакашвили в том, что российские танки оказались в Гори и Поти, нет?»: «Никакого оправдания тому, что русские танки стояли в Гори, нет. Никакое действие Саакашвили не оправдывает действия России. Чем оправдана бомбёжка Поти и Сенаки? Что делали там российские войска? Россия — большая страна, у неё есть свои интересы, и не надо прикрываться интересами осетинского народа. Кто России дал право защищать своих граждан на территории другого государства? Конечно, это был только предлог. <…> Никто в Грузии не будет способствовать никому в России менять власть в Грузии. Для меня совершенно непонятно, как можно заявлять, что президент другой страны неприемлем. Это не России решать.»
На состоявшемся в Тбилиси 7 ноября 2008 года митинге грузинской оппозиции, который оказался значительно малочисленней прошлогоднего того же числа, отсутствовали наиболее радикальные лозунги; основной лозунг акции был «STOP RUSSIA STOP MISHA».
28 января 2009 года Национальная ассамблея азербайджанцев Грузии (НААГ) потребовала изменения государственного устройства страны и создания конфедерации с двухпалатным парламентом.

### Статус Абхазии и Южной Осетии
14 августа 2008 года глава МИД России Сергей Лавров заявил, что «о разговорах про территориальную целостность Грузии можно позабыть, так как заставить Абхазию и Южную Осетию согласиться с насильственным возвращением в грузинское государство невозможно». Президент РФ Дмитрий Медведев заявил, что статус Южной Осетии и Абхазии должны определять их народы и что Россия, как гарант безопасности на Кавказе, намерена согласиться с их решением.
18 августа состоялось заседание президиума правительства РФ, на котором в частности было принято решение о том, что часть денег, выделяемых Россией на восстановление Южной Осетии, должна быть проведена через бюджет Северной Осетии как трансферт из федерального фонда софинансирования расходов. Как пишет газета «Коммерсантъ», такое решение фактически означает включение Южной Осетии в бюджетную систему России.
21 августа народный сход Абхазии принял обращение к Президенту России, Совету Федерации и Госдуме России с просьбой о признании независимости Республики Абхазия. По оценке Интерфакса, в сходе приняли участие порядка 55000 человек.
22 августа парламент Южной Осетии единогласно, без воздержавшихся, принял обращение к Президенту РФ, спикерам Совета Федерации и Госдумы России с просьбой о признании независимости Южной Осетии.
24 августа президент Грузии М. Саакашвили сказал, согласно сообщению газеты International Herald Tribune, что он «продолжит проводить политику объединения обоих анклавов под флагом Грузии.»
25 августа Совет Федерации России единогласно принял обращение к Президенту РФ Дмитрию Медведеву о признании независимости Южной Осетии и Абхазии; в тот же день аналогичное обращение приняла Государственная Дума России. Госдума РФ также «направила обращение парламентам государств-членов Организации Объединённых Наций и международным парламентским организациям, в котором призвала их поддержать признание независимости Республик Абхазия и Южная Осетия в качестве самостоятельных, суверенных и независимых государств.»
26 августа 2008 Президент России Дмитрий Медведев объявил о подписании указов «О признании Республики Абхазия» и «О признании Республики Южная Осетия», согласно которым Российская Федерация признаёт обе республики «в качестве суверенного и независимого государства», обязуется установить с каждой из них дипломатические отношения и заключить договор о дружбе, сотрудничестве и взаимной помощи. Комментируя свои действия в интервью Би-Би-Си, Медведев заявил, что решение о признании Абхазии и Южной Осетии было вынужденным и не преследовало цели разрыва отношений с западными странами, которые поддерживают Грузию. В интервью TF-1 он сказал, что «для Грузии <…> наступают новые времена, Грузия, мне кажется, должна сделать определённые выводы из того, что произошло: это серьёзный урок того, как нужно выстраивать отношения с ближайшими соседями и народами, которые когда-то входили в состав Грузии».
Решение Москвы о признании было в тот же день осуждено канцлером Германии Ангелой Меркель, главой внешнеполитического ведомства Соединённого Королевства Дэвидом Милибандом, госсекретарём США Кондолизой Райс, официальными лицами Франции, Чехии, Италии, Украины и другими странами, а также всеми руководителями европейских институтов — ПАСЕ, ОБСЕ, Еврокомиссии, Совета Европы.
28 августа парламент Грузии на чрезвычайном заседании принял документ, которым «определяет статус грузинских территорий Абхазии и Южной Осетии» как «оккупированных территорий».
На проходившем 28 августа 2008 года саммите Шанхайской организации сотрудничества (ШОС) в Душанбе России, по мнению газеты «Коммерсант», от 29 августа 2008 года не удалось добиться поддержки своих действий на Кавказе со стороны государств-участников саммита: в итоговой декларации ШОС высказалась в поддержку принципа территориальной целостности государств и против применения силы в международных делах.
29 августа 2008 года официальные представители Южной Осетии заявили, что Россия намерена присоединить республику к своей территории.
9 сентября 2008 года Москва установила дипломатические отношения с Сухумом и Цхинвалом, пообещала разместить в каждой республике почти по четыре тысячи своих солдат на военных базах, а также создала фонд помощи пострадавшим
11 сентября Кокойты делал противоречивые заявления, которые первоначально были истолкованы как намерение ЮО войти в состав России.

### ПРО США в Европе
По мнению экспертов, подписание правительствами США и Польши 20 августа 2008 года парафированного ранее договора о размещении ракет ПРО США в Польше после трудных многомесячных переговоров стало возможным вследствие действий России на Кавказе. «Независимая газета» от 21 августа приводит слова премьер-министра Польши Дональда Туска, изменившего свою позицию по вопросу: «После событий на Кавказе стало очевидно, что нам требуются гарантии безопасности.» Планируется до конца 2008 года начать строительство базы для десяти ракет-перехватчиков в 5 км от города Слупск на северо-востоке Польши; к 2014 году все работы в Польше, а также в Чехии, где разместится радар системы ПРО США, должны быть завершены. Соглашение между США и Польшей также предусматривает размещение к 2012 году на польской территории американского гарнизона в составе 110 человек и одной батареи ракет Patriot-2 (96 единиц). Согласно газете «Коммерсантъ», «на польскую общественность события на Кавказе произвели впечатление. Согласно исследованию, опубликованному в газете Rzecz Pospolita, 58 % поляков поддерживают присутствие элементов ПРО на территории своей страны. А ещё несколько недель назад большинство жителей Польши негативно относились к подобной идее.»

### НАТО
Журнал The Economist от 6 сентября 2008 года цитировал мнение неназванного высокопоставленного официального лица НАТО: «Дни, когда считалось „табу“ обсуждать какую-либо военную угрозу со стороны России в планах альянса на случай чрезвычайных ситуаций, практически миновали. Когда министры обороны НАТО соберутся вместе 18 сентября, большим вопросом будет то, как защитить нынешних членов, прежде всего балтийские государства, которые малы, слабы и находятся на границе с Россией. Эстония, Латвия и Литва вступили в альянс в 2004 году, когда такие вопросы отметались как чересчур умозрительные для беспокойства (или, напротив, слишков провокационные для рассмотрения). Сейчас они неизбежны.» 
В интервью британскому телеканалу Sky News, а также в своём выступлении в замке поместья Мальборо (Бленхеймский дворец), 19 сентября 2008 года министр обороны США Роберт Гейтс заявил, что Россия столкнётся с силовым ответом со стороны США, если нападёт на Грузию после её вступления в НАТО, как того требует 5-я статья Устава организации. Выразив мнение, что «вторжение в Грузию в долгосрочном плане будет признано в лучшем случае пирровой победой и дорогостоящим стратегическим перерасходом усилий», глава Пентагона отметил неприемлемость чрезмерного уровня «демилитаризации» в странах Европы и того, что из 26 стран-членов НАТО только пять тратят не менее 2 % ВВП на оборону, как предписано текущими стандартами.

#### Грузия и НАТО
Тони Карон в американском журнале Time от 15 августа писал, что многие европейцы считают, что события в Грузии «подтвердили правоту их осторожного подхода к вопросу о предоставлении Грузии членства в НАТО»: многие в Европе рассматривают военную поддержку со стороны администрации Буша Грузии и лоббирование дела Тбилиси в НАТО как поощрение президента Михаила Саакашвили к безрассудному нападению на Южную Осетию. <…> Большинство его [НАТО] государств-членов не горят желанием вступать в конфронтацию с возрождающейся Россией на Кавказе, который является традиционной сферой российского влияния. С одной стороны, у альянса уже и без того достаточно проблем с сохранением 71-тысячной группировки войск в Афганистане, где им удается лишь кое-как удерживаться на плаву перед лицом всё нарастающих трудностей. Ещё один аргумент против конфронтации состоит в том, что значительная часть Западной Европы полностью зависит от России в поставках энергоносителей; а европейские переговорщики считают, что без активной поддержки со стороны Москвы мало шансов добиться дипломатического разрешения противостояния в вопросе иранской ядерной программы. Таким образом, <…> события прошедшей недели, по всей видимости, перевели вопрос о членстве Грузии в НАТО в обозримом будущем в состояние глубокой заморозки, хотя НАТО продолжает на словах сохранять приверженность этой идее в принципе. Если это так, то Москва может расценивать то, что произошло, как важную победу: было предотвращено продвижение соперничающего военного союза на задний двор России. «Наказывая» Грузию, главная цель, которую преследовала Россия, было предупредить соседей, склонных бросать вызов из-под зонтика безопасности Запада, что, если начнётся буря, такой зонтик не будет служить серьёзной защитой. <…> Когда в декабре состоится последний для Буша саммит НАТО, символические слова, возможно, будут продолжать звучать в поддержку членства Грузии, но не стоит ожидать предоставления ей Плана действия по членству. Более того, события последней недели поставили вопрос о самой цели существования НАТО и её отношений с Россией."
17 августа 2008 года, находясь в Тбилиси, канцлер ФРГ Ангела Меркель заявила: «Если будет желание Грузии, то решение Бухарестского саммита НАТО не изменится, и двери альянса для Грузии открыты.»
20 августа глава МИД Бельгии Карел де Гюхт по поводу дальнейшего сотрудничества НАТО и Грузии заявил, что принимать в члены НАТО «страну, которая иногда проявляет себя путём не очень контролируемых действий, это само по себе рискованно».
25 августа канцлер Германии Ангела Меркель, встречаясь с премьер-министром Швеции Фредриком Райнфельдом, настаивала на предоставление Грузии и Украине Плана действий по членству в НАТО.
4 сентября 2008 года официальный представитель Белого дома заявила, что Украина и Грузия «выполнили требования, необходимые для присоединения к процессу ПДЧ», и решение о присоединении этих стран к Плану действий по членству будет принято в декабре его министрами иностранных дел."
Находившийся 4 сентября 2008 года с официальным визитом в Тбилиси вице-президент США Дик Чейни, в частности, заявил: «США остаются на вашей стороне. Вы пережили вторжение на свою суверенную территорию, одностороннюю и незаконную попытку силой изменить границы вашей страны. Действия России заставляют серьёзно усомниться в том, что она является надёжным партнёром, причём не только для стран этого региона, но и для всего мира. <…> Вы будете в альянсе.»
15 — 16 сентября в Тбилиси прошло заседание Совета НАТО, которое открыли президент Грузии Михаил Саакашвили и генеральный секретарь НАТО Яап де Хооп Схеффер Яап де Хооп Схеффер на итоговой пресс-конференции заявил, в частности: «Хотя события прошлого месяца и могли бы отбросить Грузию назад в деле получения ПДЧ, тем не менее перед ней в альянсе по-прежнему открыты все двери. Никакая страна не имеет права вето в этом вопросе. И мы не позволим, чтобы наши тесные связи с Грузией нарушались из-за внешней агрессии.» Генсек НАТО посетил Гори; по словам губернатора соседнего с Южной Осетией региона Шида-Картли Владимира Вардзелашвили, «прибыв в Гори, генсек осмотрел здания, разрушенные российской бомбардировкой, побывал на базе грузинской пехотной бригады, взорванной русскими оккупантами, и встретился с грузинскими беженцами из Южной Осетии, которых мы поселили в палаточных городках.»
В декабре 2008 года на заседании Совета НАТО не было принято решение о предоставлении Грузии Плана действий по членству в альянсе.
В августе 2009 года глава Центра исследований восточной геополитики Лауринас Касчюнас заявил: «Хотя после конфликта в одно время казалось, что членство [Грузии] в НАТО можно было бы ускорить, но в конце концов, конфликт эту перспективу отдалил. Членство в НАТО сейчас очень далекий сценарий».

#### Россия и НАТО
19 августа на заседании Совета министров иностранных дел стран-членов НАТО в Брюсселе было принято заявление, в частности, гласившее: «Союз со всей серьёзностью рассматривает последствия действий России для отношений НАТО — Россия. В 2002 году мы учредили Совет Россия-НАТО как формат для обсуждений с Россией, включая вопросы, которые вносят разделение между Союзом и Россией. Мы приняли решение, что мы не можем продолжать как обычно.» На заседании была подтверждена поддержка территориальной целостности, суверенитету и независимости Грузии; было принято решение развить, совместно с Грузией Комиссию НАТО-Грузия — механизма для консультаций. Выступая после заседания Совета министров Госсекретарь США Кондолиза Райс сказала о принятом Заявлении, в частности, следующее: «<…> документ есть весьма ясное заявление, что настоящий союз, НАТО, пройдя такой путь после окончания холодной войны и краха Советского Союза в достижении такой Европы, которая едина, свободна и мирна, не собирается позволить провести новую черту в Европе, черту между теми, кому посчасливилось войти в трансатлантические структуры и теми, кто только ещё стремится в трансатлантические структуры. <…> Прозвучало подтверждение Бухарестского саммита, что обстоятельства присоединения Грузии и Украины к ПДЧ будут рассмотрены министрами в декабре, как и предусматривалось в Бухаресте, но абсолютно никакой новой черты не будет.» Отвечая на вопросы журналистов, она также сказала: «Поведение России в настоящем недавнем конфликте изолирует Россию от принципов сотрудничества между народами сообществ государств, когда вы начинаете вторгаться на территорию малых соседей, бомбить гражданскую инфраструктуру, входить в деревни и разрушать произвольно инфраструктуру.»
21 августа официальный представитель НАТО Кармен Ромеро сообщила: «Россия проинформировала нас по официальным каналам о том, что министр обороны Российской Федерации принял решение приостановить мероприятия в рамках международного военного сотрудничества между Россией и странами НАТО… до получения дальнейших инструкций». Ранее аналогичные уведомления получили такие страны НАТО, как Норвегия, Эстония и Латвия.
В сентябре 2008 года были обнародованы сообщения служб безопасности НАТО и государств-членов НАТО, говорившие о том, что Россия увеличила усилия, направленные на получение разведданных в штаб-квартире НАТО и в странах НАТО Чешская BIS 24 сентября официально заявила, среди прочего: «BIS полагает, что активные действия России против Чешской Республики и её союзников возможно были частью более широкой и долгосрочной российской кампании, цель которой — нарушить единство Евросоюза и НАТО, изолировать Соединённые Штаты и восстановить контроль над утерянным советским периметром безопасности в Европе.»

#### Другие страны и НАТО
По мнению газеты «Коммерсантъ» от 29 августа 2008 года, «шок от российско-грузинской войны оказался настолько велик, что в нейтральных странах Северной Европы всерьёз заговорили о возможности вступления в НАТО.»
15 сентября 2008 года на Илийском полигоне Аэромобильных войск Вооружённых сил Казахстана началось международное тактико-специальное миротворческое учение «Степной орёл-2008», которое продлилось до 27 сентября; в учении участвовали военнослужащие армий Казахстана, Великобритании и Соединённых Штатов Америки. 23 сентября 2008 года агентство Reuters цитировало министра обороны Казахстана Д. Ахметова (перевод с английского): «Мы хотим вывести сотрудничество с НАТО на новый уровень.»
В преддверии открывшегося 9 августа 2008 года в Будапеште совещания министров обороны НАТО сообщалось, что военное руководство НАТО обсудит, в частности, планы по защите граничащих с Россией членов и партнёров (Partnership for peace) альянса. Источник газеты Коммерсантъ в штаб-квартире НАТО сообщал: «Наши отношения с Россией не заявлены в повестке дня отдельным пунктом, но они, безусловно, будут одной из важнейших тем. Последствия конфликта на Кавказе будут обсуждаться и в рамках заседания комиссии Грузия—НАТО, которое состоится в пятницу.»

### ЧФ ВМФ России
МИД Украины 10 августа заявил, что «украинская сторона оставляет за собой право, согласно нормам международного права и законодательства Украины, запретить возвращение на территорию Украины до разрешения конфликта кораблей и судов Черноморского флота России, которые могут принять участие в вышеуказанных действиях». ЧФ России базируется в Севастополе и 9 августа вышел в море.
12 августа Ющенко отдал распоряжение налоговой милиции Украины проверить все финансовые операции Черноморского флота России и, в том числе, закупки продовольствия. В случае замечаний места базирования российских кораблей должны быть отключены от электроэнергии и водоснабжения. МВД Украины, ГАИ и СБУ приказано проверить законность нахождения в Севастополе и наличие прописки у российских военнослужащих и их документы на недвижимость. «Согласно закону Украины, практически никто из них не имеет постоянной прописки или каких-либо других документов, подтверждающих законность их нахождения в Севастополе. Меры пресечения к черноморцам будут самые жёсткие, вплоть до выдворения из страны».
13 августа Ющенко подписал указ: российские военные обязаны получать разрешение Генштаба Украины для перемещений кораблей, самолётов и личного состава Черноморского флота за 72 часа (при выходе в море — за 10 суток); при указании перечня транспортируемого имущества, всего вооружения, боеприпасов, ФИО личного состава. Личный состав флота обязан заполнять украинские миграционные карты.
13 августа МИД России заявил: «Указ находится в прямом противоречии с базовыми соглашениями о статусе и условиях пребывания российского Черноморского флота на территории Украины… Вызывает недоумение, что украинская сторона вновь не потрудилась хотя бы соблюсти элементарные дипломатические приличия».
14 августа Генеральный штаб России заявил, что Ющенко «не имеет права командовать Черноморским флотом», потому указ нелегитимен. А. Ноговицын: «Нам знаком этот документ. У нас есть легитимный перечень договорённостей с украинской стороной. У нас в стране один Верховный главнокомандующий — и для Черноморского флота [тоже]».
Генеральный штаб Украины в свою очередь заявил, что указ будет выполнен: командование Черноморского флота России принудят его исполнять.
15 августа части ЧФ России в Крыму были приведены в повышенную боеготовность, сообщило агентство УНИАН со ссылкой на источник, близкий к штабу ЧФ России. Генеральный штаб России отверг это сообщение.
19 августа 2008 года командование Черноморского флота РФ выполнило требование Указа президента Украины от 13 августа 2008 года о порядке перемещения судов флота России через государственную границу Украины и предоставило Министерству обороны Украины формат сообщения о заходе в Севастополь четырёх своих кораблей — ракетного крейсера «Москва», сторожевого корабля «Сметливый», малого ракетного корабля «Мираж» и тральщика «Турбинист». Процедура сообщения о заходе в Севастополь четырёх кораблей Черноморского флота России была выдержана в соответствии с Указами президента Украины, которые касаются регламента пребывания кораблей ЧФ на территории Украины.
21 августа глава МИД РФ Сергей Лавров заявил, что действия украинских властей по ограничению перемещений кораблей Черноморского флота РФ являются нарушением базовых договоренностей и вызывают недоумение у России. Он сказал, что «те базовые соглашения, которые действуют, не накладывают никаких ограничений на передвижение кораблей Черноморского флота — ни туда, ни обратно».
22 августа Министерство юстиции Украины зарегистрировало приказ министра обороны Украины «О вопросе передвижений, связанных с деятельностью военных формирований Черноморского флота Российской Федерации вне мест их дислокации на территории Украины» — приказ вступил в силу. Данный приказ был издан с целью реализации Указа Президента Украины № 705/2008 "О решении Совета национальной безопасности и обороны Украины от 13 августа 2008 года «О ситуации вокруг передвижений, связанных с деятельностью военных формирований Черноморского флота Российской Федерации вне мест их дислокации на территории Украины».
29 августа директор первого территориального департамента МИД Украины Леонид Осаволюк ознакомил временного поверенного в делах РФ на Украине Всеволода Лоскутова с содержанием постановления кабинета министров Украины от 27 августа об утверждении правил пересечения государственной границы Украины личным составом, военными кораблями и летательными аппаратами Черноморского флота России. Украинский МИД призвал Россию к сдержанности и корректности в оценках вполне обоснованных и правомерных действий Украины и заявил, что решения Украины относительно ЧФ РФ приняты в полном соответствии с требованиями статьи 15 двустороннего Соглашения о статусе и условиях пребывания ЧФ РФ на территории Украины от 28 мая 1997 года.

### Консолидация ОДКБ
На прошедшем в Москве 5 сентября 2008 года саммите Организации договора о коллективной безопасности принято решение о усилении военной составляющей организации. Газета «Ведомости» от 9 сентября 2008 года писала, что «„Пятидневная война“ сделала для сплочения союзников больше, чем шесть лет мирного развития ОДКБ».
Руководство Южной Осетии и Абхазии в начале сентября 2008 года заявляли о желании своих республик войти в состав ОДКБ.

### Военное строительство в РФ
В газете «Красная звезда» от 2 октября 2008 года было помещено интервью начальника вооружения Вооруженных сил РФ — заместитель министра обороны Российской Федерации генерал-полковник Владимир Поповкин, которое он начал со слов: «События, которые произошли в Грузии, Южной Осетии и Абхазии, заставили нас несколько переосмыслить сегодняшнее состояние Вооруженных сил и то, как они должны развиваться дальше. В этой связи одними из самых важных являются вопросы их технической оснащенности.» Он отметил, что Вооруженные силы России полностью выработали запас вооружения и военной техники, оставшихся от СССР, в связи с чем необходимо ускорить оснащение ВС новыми, современными образцами вооружений.

### ПроектНабукко
По мнению обозревателей, после войны в Грузии Запад заметно активизировал поиск энергоресурсов и путей их транспортировки в обход России с целью снизить зависимость Европы от российских энергоносителей; были сделаны практические шаги в этом направлении: Греция договорилась о прямых поставках азербайджанского газа в Европу, Баку и Ашхабад поддержали газопровод Nabucco в обход РФ, а Венгрия объявила о проведении форума по окончательному оформлению этого проекта.
В своём интервью в газете Коммерсантъ от 17 сентября 2008 года уезжающий по окончании командировки в Москве британский посол Тони Брентон прямо признал основную цель проекта:
Nabucco — это проект ЕС с целью увеличения его энергетической безопасности… [— От России?] — Да, от России. И на то есть причины. Я четыре года проработал послом в Москве, и за это время Россия три раза отключала газ разным странам. Давайте не будем обманывать себя. Это случается. Мы должны убедиться в том, что в следующий раз этого с нами не произойдет. У нас есть способы обезопасить себя, и мы это сделаем.

### Европейский союз
В преддверии состоявшегося 1 сентября 2008 года в Брюсселе чрезвычайного заседания Европейского совета, посвящённого кризису в Грузии и отношениям ЕС с Россией, Financial Times от 29 августа цитировала неназванного дипломата Евросоюза: «В определённом смысле, сама встреча уже есть сигнал. Одним из последствий российско-грузинского кризиса является то, что страны ЕС начинают быть в большем согласии друг с другом.»

Аналогичной точки зрения придерживался Newsweek, 6 сентября писавший: «<…> на данный момент главным последствием действий России в Европе стал некоторый рост единства внутри Европейского союза. Похоже, лидеры стран ЕС очень хотят избежать раскола, подобного тому, что поразил их ряды после войны в Ираке или, к примеру, в ходе югославского конфликта 90-х, который разбил иллюзорное представление Европы о себе как о мягкой сверхдержаве. Похоже, что сейчас созревает консенсус, что Россия будет менее удобным соседом в будущем. Однако, станет ли это катализатором для выработки общеевропейского стратегического курса и эффективной внешней политики, — покажет время.»

### Азербайджан — Армения — Турция
Следствием войны между Грузией и Россией, по мнению главы МИД Турции Али Бабаджана, стало дипломатическое сближение Армении с Турцией и Азербайджаном, которое проявилось, в частности, в беспрецедентном визите в Ереван на футбольный матч 6 сентября 2008 года президента Турции Абдуллы Гюля. 26 сентября 2008 года в Нью-Йорке на 63-й сессии Генассамблеи ООН состоялась трёхсторонняя встреча министров иностранных дел Армении, Азербайджана и Турции, на которой стороны обсудили инициативу Турции по созданию «Платформы безопасности и развития на Кавказе».
Под вопросом оказалось осуществление проекта железной дороги Карс (Турция) — Ахалкалаки (Грузия) — Баку (Азербайджан): в ходе координационного совета по реализации проекта, состоявшегося 16 сентября 2008 года в Баку, турецкая сторона высказала сомнения в целесообразности осуществления проекта в связи с последствиями событий, произошедших в регионе в августе 2008 года.

### Реакция на войну и последующие шаги России
Война вызвала различные оценки и мнения со стороны правительств, международных организаций, политиков и общественных деятелей разных стран.

## Экономические последствия
В связи с военными действиями 8 августа международные рейтинговые агентства понизили долгосрочные рейтинги Грузии: международное рейтинговое агентство Fitch понизило её долгосрочный рейтинг в национальной и иностранной валюте с «ВВ-» до «В+ (негативный)», а Standard & Poor’s (S&P) понизило долгосрочный рейтинг страны с «В+» до «В».
8 августа российский рынок акций закрылся в минусе, акции крупнейших компаний упали на 3-8 % из-за опасений оттока капиталов западных инвесторов в связи с началом боевых действий. Индекс РТС по итогам торгов 8 августа снизился на 6,51 % (с 1842 до 1722 пунктов), индекс ММВБ потерял 5,25 % и составил 1 359 пунктов, при этом 11 августа индекс начал восстанавливаться и 12 августа (после того, как Президент России Дмитрий Медведев объявил о завершении военных действий) РТС вырос до 1800 пунктов, вернувшись к характерному до начала боевых действий положению (легкий нисходящий тред).
Война также привела к некоторому падению курса рубля по отношению к доллару в бивалютной корзине — доллар достиг пятимесячного максимума.
По мнению некоторых журналистов, существенному военному риску подвергался нефтепровод Баку — Тбилиси — Джейхан. Он был закрыт до начала военных действий, а сама война усугубила трудности в его работе. Грузия утверждала, что российская авиация намеренно бомбит нефтепровод, однако представители компании BP (оператора нефтепровода) не смогли подтвердить эту информацию, сообщив, тем не менее, о том, что транзит нефти был приостановлен по техническим причинам ещё 6 августа, из-за взрыва, произведённого курдскими сепаратистами на территории Турции. Представитель МИД Азербайджана заявил, что не располагает информацией о повреждении этого нефтепровода.
Ночью 9 августа президент Государственной нефтяной компании Азербайджана Ровнаг Абдулаев заявил Reuters о временном прекращении транспортировки нефти через Южнокавказский газопровод с терминалами в портах Батуми и Кулаеви. Грузинские власти заявляли о том, что транзит нефти ведётся в прежнем объёме.
Днём 11 августа Шушан Сардарян, пресс-секретарь армяно-российской компании «АрмРосгазпром», обладающей монопольным правом на поставку и распределение российского природного газа на внутреннем рынке Армении, заявила о том, что Грузия с 7 августа без предупреждения сократила на треть поставки российского газа в Армению. Она подчеркнула, что российский «Газпром» со своей стороны обеспечивает поставки необходимых объёмов газа на Южный Кавказ в полном объёме. По словам Сардарян, специалисты грузинской корпорации объясняют сокращение поставок тем, что «в настоящее время проводятся необходимые испытательные работы на магистральном газопроводе диаметром 700 мм, что требует повышения давления газа в системе».
Газета «Вашингтон пост» писала, ссылаясь на неназванных официальных лиц Грузии, те признают, что экономический урон для Грузии в результате войны достиг нескольких сотен миллионов долларов США и что прогнозировавшийся на уровне более 10 % рост ВВП Грузии теперь упадёт, по крайней мере в краткосрочной перспективе, до 3 %.
По мнению «Независимой газеты» от 20 августа, приблизительная оценка только боевых действий в «пятидневной войне» для бюджета России составила 12,5 млрд рублей; кроме того, 18 августа вице-премьер Алексей Кудрин заявил, что на восстановление объектов в Цхинвали и других элементов инфраструктуры Южной Осетии в 2009 году Россия планирует выделить 10 млрд рублей.
По мнению аналитиков, война стала одной из причин снижения золотовалютных резервов России и оттока капитала с фондового рынка.
Газета «Ведомости» от 26 августа 2008 года приводила высказанную Президентом Грузии оценку ущерба Грузии в 2 миллиарда долларов США, а также мнение эксперта, что Осетия может превратиться в чёрную дыру для бюджета России ввиду неэффективности капинвестиций в прифронтовой полосе. Журнал «Власть» от 25 августа также обращает внимание на то, что военные действия могли быть лично выгодны ряду высокопоставленных югоосетинских чиновников ввиду выделения из российского бюджета Северной Осетии значительных средств на «международную деятельность» (то есть для Южной Осетии), результатов целевого расходования которых не видно.
26 августа на объявление Россией признания Южной Осетии и Абхазии российский фондовый рынок отреагировал падением, в связи с чем газета «Коммерсантъ» отмечала: «Обвал российского рынка происходит за август уже в третий раз. Впервые в этом месяце рынок отреагировал падением на заявление Владимира Путина, выразившего сомнения в законности ценовой политики компании „Мечел“. Затем индексы РТС и ММВБ были обвалены известиями о военных действиях в Южной Осетии.» Однако, уже 27 августа индекс начал восстанавливаться и 28 августа вернулся к положению, которое было характерно до объявления о признании независимости ЮА (легкий нисхощящий тред).  Похожий эффект признание Москвой независимости имело на украинский фондовый рынок: 26 августа, когда президент России Дмитрий Медведев подписал указы о признании независимости Южной Осетии и Абхазии, индекс ПФТС снизился на 3,5 %, за два последующих дня более чем на 10 %.
2 сентября австралийская телерадиокорпорация ABC News сообщила, что правительство Австралии заявило, что оно будет иметь в виду «агрессию России в Грузии перед ратификацией сделки по продаже урана России».
3 сентября генсек ОДКБ Николай Бордюжа сказал, что экономические потери Армении из-за проблем с коммуникациями в ходе войны составили около 500 миллионов долларов.
Экономист Джуди Шелтон, автор вышедшей в 1989 году книги «Приближающийся крах СССР» (The Coming Soviet Crash) 3 сентября 2008 года писал в Wall Street Journal в статье «The Market Will Punish Putinism»: Путину «предстоит усвоить одну вещь: иногда невидимая рука рынка наносит ответный удар».
«Фатальным» для экономики России считал 8 августа 2008 года Питер Аслунд в своей статье от 3 сентября.
Находившийся 4 сентября 2008 года с официальным визитом в Тбилиси Вице-президент США Дик Чейни объявил о выделении Вашингтоном $1 млрд на восстановление грузинской экономики.
8 сентября 2008 года правительство США отозвало из Конгресса российско-американское соглашение о сотрудничестве в области мирного использования ядерной энергии.
По мнению FT от 11 сентября 2008 года, высказывания Президента РФ Медведева, когда он был вынужден публично вмешаться в ситуацию на фондовом рынке 10 сентября 2008 года, после его обвала, свидетельствовали о том, что исход иностранного капитала, возможно, начинал сказываться на российской экономике. Однако падение на Российском фондовом рынке проходило одновременно с падением большинства фондовых рынков мира на фоне сильнейшего мирового экономического кризиса.
Вследствие войны Казахстан был вынужден отказаться от планировавшихся инвестиций в крупные проекты в Батуми и Поти. Грузия была единственным крупным объектом казахстанских инвестиций помимо России; Казахстан был вторым после США грузинским инвестором (в $2–2,5 млрд за последние 5—6 лет) — в основном в транспортную и энергетическую сферы. «Ведомости» от 23 сентября 2008 года цитировали слова эксперта: «Россия наглядно продемонстрировала, что в течение нескольких дней может превратить инфраструктуру Грузии в груду развалин.»
Война между Россией и Грузией отодвинула вступление России в ВТО. Грузия, защищая свои экономические интересы как член ВТО, заявляла неприемлемые в создавшихся для России после войны геополитических условиях причины, по которым Россия не могла вступить во Всемирную торговую организацию. Камнем преткновения стал вопрос контроля грузов на КПП Южной Осетии и Абхазии. Грузия настаивала на том, чтобы в местах таможенного контроля присутствовали международные наблюдатели, в то время как Россия предлагала ограничиться предоставлением информации о прохождении грузов через КПП двух республик. Компромисс был достигнут лишь в октябре 2011 года под давлением Евросоюза. 9 ноября Грузия и Россия при посредничестве Швейцарии подписали соглашение о вступлении России в ВТО.